# Узбекистан на зимових Олімпійських іграх 2010
Узбекистан на зимових Олімпійських іграх 2010 представляли 3 спортсмени в 2 видах спорту.

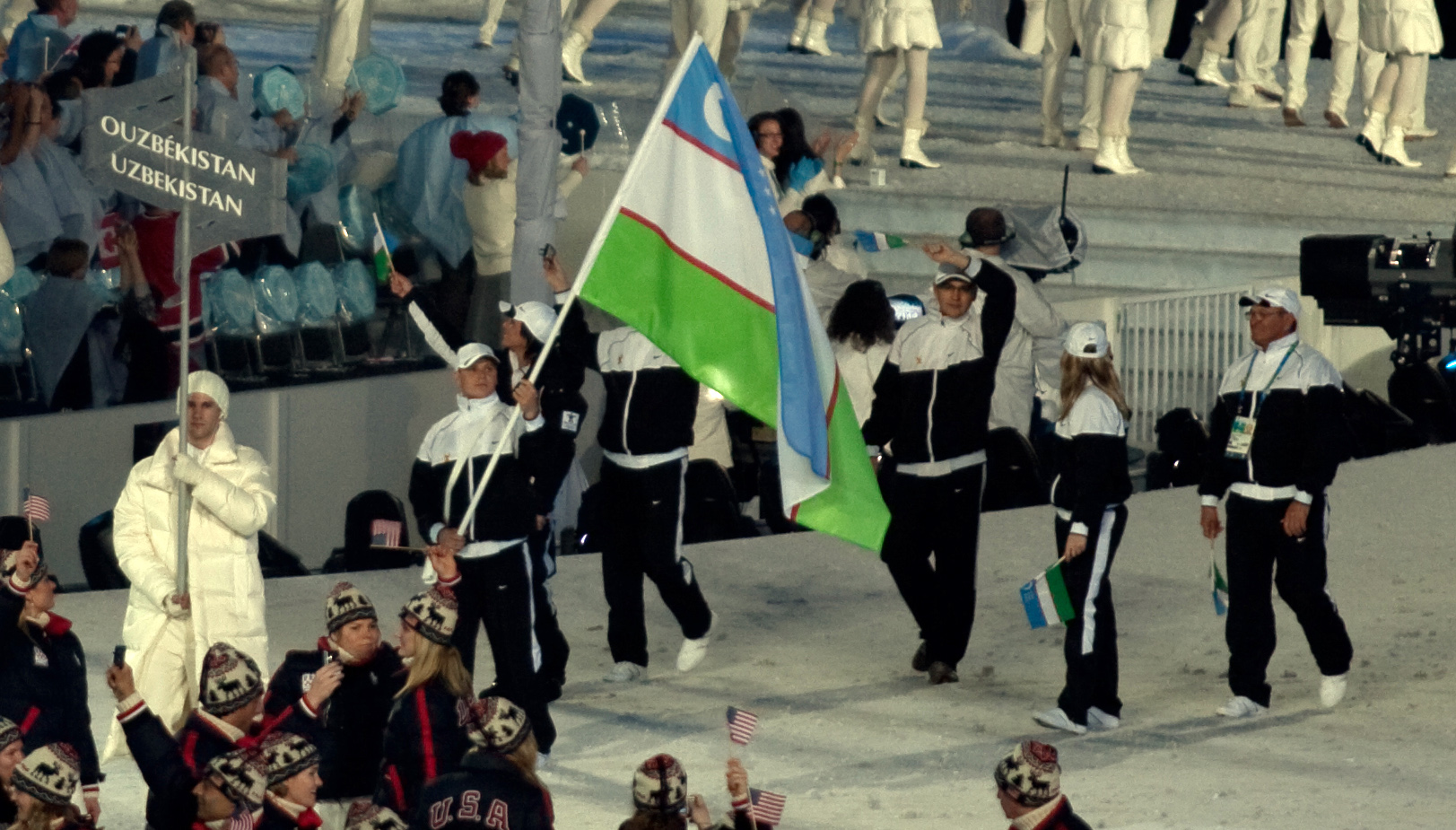
Збірна Узбекистану під час Параду націй на церемонії відкриття Олімпіади